# Michael Rockefeller
Michael Clark Rockefeller (18 de maio de 1938 – supostamente falecido em 19 de novembro de 1961) foi o quinto filho do governador de Nova York e futuro vice-presidente dos Estados Unidos, Nelson Rockefeller, e membro da quarta geração da família Rockefeller. Ele desapareceu durante uma expedição na região de Asmat, no sudoeste da Nova Guiné Holandesa, que agora faz parte da província indonésia de Papua. Em 2014, Carl Hoffman publicou um livro que detalhava o inquérito sobre seu assassinato, no qual aldeões e anciãos tribais admitem que Rockefeller foi morto depois que ele nadou para a costa em 1961. Apesar dessas afirmações, nenhum vestígio ou outra prova física de sua morte foi descoberta.

## Juventude
Rockefeller foi o quinto e último filho de Mary Todhunter Rockefeller e Nelson Rockefeller. Ele era o terceiro de sete filhos e tinha uma irmã gêmea, Mary.
Depois de frequentar a The Buckley School em Nova York e se formar na Phillips Exeter Academy em New Hampshire, onde foi estudante senador e excepcional lutador universitário, Rockefeller graduou-se cum laude pela Universidade de Harvard com bacharelado em história e economia. Em 1960, ele serviu por seis meses como soldado raso no Exército dos Estados Unidos e depois foi a uma expedição ao Museu Peabody de Arqueologia e Etnologia de Harvard para estudar a tribo dani do oeste da Nova Guiné Holandesa. A expedição filmou Dead Birds, um documentário etnográfico produzido por Robert Gardner, e do qual Rockefeller foi o gravador de som. Rockefeller e um amigo deixaram brevemente a expedição para estudar a tribo asmat do sul da Nova Guiné Holandesa. Depois de voltar para casa da expedição Peabody, Rockefeller voltou para a Nova Guiné para estudar os asmat e colecionar sua arte.
Ele passou seu tempo na Nova Guiné Holanda ativamente engajado com a cultura e a arte enquanto registrava dados etnográficos. Em uma de suas cartas para casa, ele escreveu:
Estou tendo um momento exaustivo, mas muito emocionante aqui. . . Os asmat são como um enorme quebra-cabeça com variações na cerimônia e no estilo de arte que formam as peças. Minhas viagens estão me permitindo compreender (ainda que de maneira superficial e rudimentar) a natureza desse quebra-cabeça. ...

## Desaparecimento
Em 17 de novembro de 1961, Rockefeller e o antropólogo holandês René Wassing estavam em uma canoa de 12 metros a 5 km da costa quando seu barco foi inundado e capotado. Seus dois guias locais nadaram em busca de ajuda, mas demoraram a chegar. Depois de ficar à deriva por algum tempo, no início de 19 de novembro Rockefeller disse a Wassing "acho que posso fazer isso" e nadou para a costa. O barco estava a cerca de 19 km da costa quando fez a tentativa de nadar para a segurança, apoiando a teoria de que morreu de exposição, exaustão e/ou afogamento. Wassing foi resgatado no dia seguinte, enquanto Rockefeller nunca mais foi visto, apesar de um intenso e longo esforço de busca. Na época, o desaparecimento de Rockefeller era uma das principais notícias do mundo. O corpo dele nunca foi encontrado. Ele foi declarado legalmente morto em 1964.

## Especulação
Acredita-se que Rockefeller se afogou ou foi atacado por um tubarão ou crocodilo de água salgada. Como o canibalismo ainda estavam presentes em algumas áreas dos asmat em 1961, também foi especulado que Rockefeller pode ter sido morto e comido por pessoas da tribo asmat.
Em 1969, o jornalista Milt Machlin viajou para a ilha para investigar o desaparecimento de Rockefeller. Ele rejeitou relatos de que Rockefeller viveu como um cativo, mas concluiu que as evidências circunstanciais apoiavam a ideia de que ele havia sido morto. Vários líderes da vila de Otsjanep, onde Rockefeller provavelmente teria chegado se tivesse chegado à costa, foram supostamente mortos por uma patrulha holandesa em 1958, fornecendo assim uma justificativa para a vingança da tribo contra alguém da "tribo branca". Nem o canibalismo nem a caça entre os asmat eram indiscriminados, mas sim parte de um ciclo de vingança na mesma moeda, então é possível que Rockefeller tenha sido uma vítima inadvertida de tal ciclo. O incidente é descrito em "Dança dos Guerreiros", o segundo volume da série de documentários Ring of Fire, dos irmãos Blair.
Um livro intitulado Rocky Goes West do autor Paul Toohey afirmou que, em 1979, a mãe de Rockefeller contratou um investigador particular para ir à Nova Guiné e tentar resolver o mistério de seu desaparecimento. A confiabilidade da história foi questionada, mas Toohey afirma que o investigador particular trocou um motor de barco pelos crânios dos três homens que uma tribo afirmava serem os únicos brancos que eles mataram. O investigador voltou a Nova York e entregou esses crânios para a família, convencido de que um deles era o crânio de Rockefeller. Se esse evento realmente ocorreu, a família nunca comentou sobre ele. No entanto, o programa Vanishings, do History Channel, relatou que a mãe de Rockefeller pagou uma recompensa de 250 mil dólares ao investigador, que foi oferecida como prova final se Michael Rockefeller estava vivo ou morto.
No documentário Keep the River on Your Right, Tobias Schneebaum afirma que falou com canibais asmat, que descreveram ter encontrado Rockefeller na margem do rio e que o teriam comido.

### Livro de 2014 sobre desaparecimento
Em 2014, Carl Hoffman publicou o livro Savage Harvest: A Tale of Cannibals, Colonialism, e Tragic Quest for Primitive Art, de Michael Rockefeller, onde ele discute as pesquisas sobre o misterioso desaparecimento e morte presumida de Rockefeller. Durante várias visitas às aldeias da região, ele ouviu várias histórias sobre homens de Otsjanep matando Rockefeller depois que ele nadou até a costa. As histórias, que eram semelhantes a depoimentos coletados na década de 1960, giram em torno de um punhado de homens discutindo e, finalmente, decidindo matar Michael depois que ele nadou para a costa, em vingança por um incidente de 1958 em que homens da aldeia foram mortos em um confronto com Funcionários coloniais holandeses. Logo após os assassinatos, as aldeias foram varridas por uma epidemia de cólera e os moradores acreditaram que era uma retribuição pela morte de Rockefeller. Quando Hoffman deixou uma das aldeias pela última vez, ele testemunhou um homem encenando uma cena em que alguém foi morto e parou para filmar. Quando traduzido, o homem foi citado dizendo:
Não conte essa história a nenhum outro homem ou a qualquer outra aldeia, porque essa história é só para nós. Não fale. Não fale e conte a história. Espero que você se lembre e que guarde isso para nós. Espero. Espero. Isso é para você e apenas para você. Não fale com ninguém, para sempre; para outras pessoas ou outra aldeia. Se as pessoas questionarem você, não responda. Não fale com eles, porque esta história é só para você. Se você contar a eles, você morrerá. Tenho medo de que você morra. Você estará morto; seu povo estará morto, se você contar esta história. Você guarda essa história em sua casa; para você mesmo, espero, para sempre. Para sempre. ...

## Artefatos e fotografias dos asmat
Muitos dos artefatos asmat que Rockefeller coletou fazem parte da coleção Michael C. Rockefeller Wing no Metropolitan Museum of Art em Nova York. O Museu Peabody publicou o catálogo de uma exposição de fotos tiradas por Rockefeller durante a expedição à Nova Guiné.

## Na cultura popular
The 1973, National Lampoon Comics continha uma história (intitulada "Porco da Nova Guiné") que focava no desaparecimento de Rockefeller como um estratagema para que ele pudesse matar todos os negros na Nova Guiné e sua família pudesse roubar seus recursos.
No livro de aventura de viagens Ring of Fire: An Indonesian Odyssey, os irmãos Blair afirmam ter discutido a morte de Rockefeller com um membro da tribo que o matou.
O romance de 2004 King of America, de Samantha Gillison, é vagamente baseado na vida de Michael Rockefeller.
A peça de Jeff Cohen, The Man Who Ate Michael Rockefeller, baseada no conto de Christopher Stokes, teve sua estreia mundial em uma produção off-Broadway no West End Theatre em Nova York. A peça foi dirigida por Alfred Preisser e funcionou de 10 de setembro a 3 de outubro de 2010.
Em 2011, a Agamemnon Films lançou um documentário intitulado The Search for Michael Rockefeller, baseado no livro homônimo do jornalista Milt Machlin lançado em 1974. Em seu livro, Carl Hoffman caracterizou o primeiro livro de Machlin como "principalmente o conto de uma caça ao ganso selvagem", mas ainda importante para estabelecer as bases para questionar histórias oficiais do desaparecimento de Rockefeller. O filme introduz uma terceira teoria, de que Rockefeller sobreviveu e estava morando entre os habitantes locais. Esta teoria é apoiada por uma afirmação verbal de contato feita por um misterioso aventureiro australiano, além de alguns frames de um filme que mostra um homem branco barbudo entre homens indígenas, vestindo trajes locais.
Em 2012, a irmã gêmea sobrevivente de Michael, Mary, publicou um livro de memórias, intitulado Beginning with the End: A Memoir of Twin Loss and Healing, sobre como lidar com sua dor após a morte de seu irmão.
Em seu álbum de 2013, The Devil Herself, a banda Megan Jean and the KFB apresentou uma intitulada Tobias que faz referência ao ocorrido.